# Strumigenys asrochia
Strumigenys asrochia  (лат.) — вид мелких земляных муравьёв из подсемейства мирмицины (Myrmicinae). Юго-Восточная Азия (Индонезия, Сулавеси).
Мелкие муравьи (около 2 мм) с сердцевидной головой, расширенной кзади. Длина головы HL 0,68—0,69 мм, ширина головы HW 0,44—0,49 мм (мандибулярный индекс MI 47—50). Головной дорзум с 2 отстоящими волосками у затылочного края. Обладают длинными жвалами с двумя апикальными шиповидными зубцами. Основная окраска тела коричневая. Усики 6-члениковые. Заднегрудка с 2 длинными проподеальными шипиками и одним преапикальным.
Сходен с представителями видового комплекса S. godeffroyi-complex.
Стебелёк между грудкой и брюшком состоит из двух члеников: петиолюса и постпетиолюса (последний четко отделен от брюшка), жало развито, куколки голые (без кокона). Предположительно, как и другие виды рода, специализированные охотники на коллембол. Вид был впервые описан в 2000 году английским мирмекологом Барри Болтоном (Лондон, Великобритания).